# Fight For €14

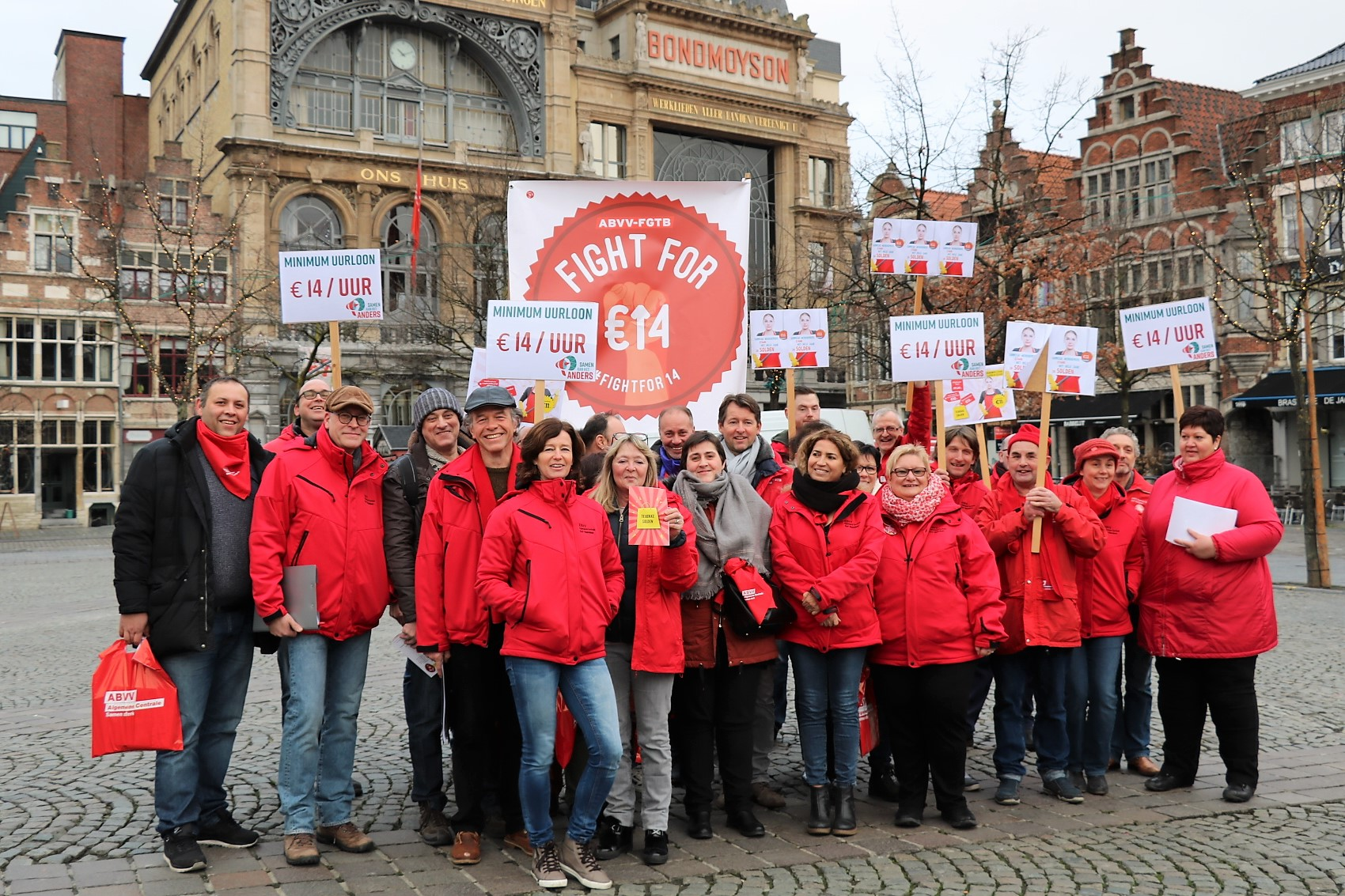
Vakbondsmilitanten van het ABVV bij de algemene lancering van de Fight For €14-campagne in Gent op 14 januari 2019

Fight For €14 of Fight For 14 is sinds 2017 een campagne van de socialistische vakbond ABVV in België voor een bruto minimumloon van 14 euro per uur, in plaats van 9,84 euro. De vakcentrales Horval, Algemene Centrale, BBTK, MWB en ABVV Metaal en BTB voeren actie voor deze eis. De campagne is geïnspireerd door de eis voor een minimumloon van  15 dollar – Fight For $15 – in de Amerikaanse fastfoodsector.
In België verdient een alleenstaande die voltijds werkt aan het wettelijk of interprofessioneel minimumloon (het gewaarborgd gemiddeld minimummaandinkomen of GGMMI) 1590 euro bruto of 1340 euro netto per maand (cijfers 2014). 2 à 3% van de werknemers, zo'n 68.000 mensen, heeft een loon dat gelijk is of lager dan het minimumloon. Als het minimumloon wordt opgetrokken tot 14 euro bruto, zou het maandloon stijgen tot zo'n 2300 euro bruto of 1600 euro netto.
In maart 2019 keurde de achterban van het ABVV een interprofessioneel akkoord (IPA) met de andere sociale partners af omdat de minimumlonen met 1,1% verhoogd zouden worden, terwijl het ABVV voor aanzienlijke hogere minima ijvert.

## Internationaal
De Belgische vakbondscampagne is geïnspireerd door de Amerikaanse eis voor een minimumloon van 15 dollar per uur, een eis waar werknemers in de fastfoodsector sinds 2012 voor strijden. In verschillende staten en grootsteden werd het minimumloon sindsdien opgetrokken tot 15 dollar of werden geleidelijke verhogingen richting 15 dollar ingevoerd. Binnen de Democratische Partij is een federaal wetsvoorstel in die zin populair. In 2016 werd het voorstel toegevoegd aan het Democratisch programma nadat kandidaat Bernie Sanders er campagne rond had gevoerd. De Raise the Wage Act, die het minimumloon geleidelijk zou optrekken tot 15 dollar, werd in 2018 gesteund door 181 afgevaardigden in het Huis van Afgevaardigden en door 31 senatoren.